# チョコレート工場の秘密
『チョコレート工場の秘密』（チョコレートこうじょうのひみつ、原題：Charlie and the Chocolate Factory）は、1964年にロアルド・ダールが発表した児童小説。
続篇に『ガラスのエレベーター 宇宙にとびだす』がある。

## ストーリー
外界から隔離された巨大なチョコレート工場がある大きな町の片隅で、貧乏な暮らしを余儀なくされている少年チャーリーとその一家。ある日、チョコレート工場の工場主ウィリー・ウォンカが、自社のチョコレートの中にゴールデンチケットを5枚封入して出荷、チケットを引き当てた子供を工場見学に招待すると発表する。
そして、工場見学の日。チケットを引き当てたチャーリーら五人の少年少女と保護者の前で、チョコレート工場の門が開く。チョコレート工場の中に広がっていたのは、ウォンカが作り上げた奇想天外な世界だった。

## 登場キャラクター
柳瀬尚紀の翻訳版では大半のキャラクターの名前が訳者の意向により変更されている。

### バケット家
本作の冒頭は彼らの紹介で始まっている。彼らは続編にも登場する。柳瀬尚紀の翻訳ではバケツに変更されている。
チャーリー・バケット（Charlie Bucket）
本作の主人公。極貧の家庭に生まれたが、家族愛には恵まれている。チョコレートが大好きだが、貧乏なので毎年誕生日に1枚しか買うことができない。あまりにひもじくなった時に拾った金でチョコレートを買ったところ5番目のゴールデンチケットを引き当て、ウォンカの経営するチョコレート工場の見学に参加、ウォンカの後継者に選ばれる。
バケット氏（Mr.Bucket）
チャーリーの父。歯磨き粉工場でキャップの取り付けの仕事をしていたが、勤め先の倒産により雪かきの仕事をするハメになる。
バケット夫人（Mrs.Bucket）
チャーリーの母。
ジョーおじいちゃん（Grandpa Joe）
チャーリーの父方の祖父。ウォンカのチョコレート工場の見学にチャーリーとともに同行する。
ジョセフィーンおばあちゃん（Grandma Josephine）
チャーリーの父方の祖母。
ジョージおじいちゃん（Grandpa George）
チャーリーの母方の祖父。
ジョージーナおばあちゃん（Grandma Georgina）
チャーリーの母方の祖母。

### チョコレート工場関係者
バケット家の近くに立っているチョコレート工場の所属者。バケット家と同様に続編に登場する。
ウィリー・ウォンカ（Willy Wonka）
チョコレート工場の工場長。ライバル会社の産業スパイのせいで従業員を大量解雇処分し、のちにウンパルンパたちを雇う。自分の後継者を探すために5枚のゴールデンチケットを探し当てるキャンペーンを開く。田村隆一と柳瀬尚紀の翻訳では姓がワンカと表記される。
ウンパルンパ（Oompa Loompa）
ウォンカに雇われた小人一族。柳瀬尚紀の翻訳ではウンパッパ・ルンパッパ人に改名されている。

### 問題児たち
チャーリー以外に工場見学をする資格をもらった子供たちで、両親とともに工場にやってくる。だが、ことごとく欲をかいて酷い目にあう。
オーガスタス・グループ（Augustus Gloop）
大食漢の9歳の肥満少年。最初にゴールデンチケットを引き当てた。工場内のチョコレートの川を飲み干そうとして川へ落ちてしまい、工場内のパイプを強制的に通され細身になってしまう。
柳瀬尚紀の翻訳では姓がブクブトリーに変更されている。
ベルーカ・ソルト（Veruca Salt）
大富豪の令嬢。何でも欲しがるワガママな性格。2番目にゴールデンチケットを父親の財力で引き当てた。リスがクルミの殻を剥く部屋でリスを欲しがり無理やり連れて帰ろうとするが、両親ともどもダストシュートに落とされる。
柳瀬尚紀の翻訳ではイボダラーケ・ショッパーに改名されている。
バイオレット・ボーレガード（Violet Beauregarde）
ガム中毒の少女。ウォンカ工場から大量のガムをもらうためだけに一時はチョコレートを買いまくり、3番目にゴールデンチケットを引き当てた。噛み終えたガムをエレベーターのボタンにくっつけたり、ウォンカが開発中のフルコースガム（トマトスープとローストビーフとブルーベリーパイの味がする）を勝手に口に入れるなど非常に行儀が悪い。最後はフルコースガムの副作用でブルーベリーのように青く大きくふくれ上がり、治療しても肌は青いままだった。続編でも名前のみ登場し、ウォンカからは前述した行儀の悪さを非難されている。
柳瀬尚紀の翻訳では姓がアゴストロングに変更されている。
マイク・ティービー（Mike Teavee）
テレビ好き（特にギャング物が好み）の9歳の少年。4番目にゴールデンチケットを引き当てた。体中にモデルガンをくくりつけている。電送テレビで自分を送ろうとして小人になってしまい、治療の副作用で異常に長身になってしまう。
柳瀬尚紀の翻訳では姓がテレヴィスキーに変更されている。

## 単行本
- 『チョコレート工場の秘密』 ジョセフ・シンデルマン画 田村隆一訳 評論社 1972年9月、ISBN 978-4-566-01051-2
  - 『チョコレート工場の秘密』 ジョセフ・シンデルマン画 田村隆一訳 てのり文庫 1988年7月、ISBN 978-4-566-02254-6
- 『チョコレート工場の秘密』 クェンティン・ブレイク画 柳瀬尚紀訳 評論社ロアルド・ダールコレクション2 2005年4月、ISBN 978-4-566-01411-4

## 派生作品
『チョコレート工場の秘密』はゲーム、ラジオ、映像、舞台など様々な媒体で派生作品が制作されている。英語圏では『Willy Wonka』または『Willy Wonka, Jr.』の題名で子供向け演劇またはミュージカルとして多く上演されており、楽曲の多くが1971年の映画版で使用されたものである。
- 1971年、映画第1作目として『夢のチョコレート工場』が公開された。メル・スチュアートが監督、デイヴィッド・L・ウォルパーがプロデュースを務めた。ジーン・ワイルダーがウィリー・ウォンカ役、性格俳優のジャック・アルバートソンがジョーおじいちゃん役、ピーター・オストラムがチャーリー・バケット役、デニス・ニッカーソン（英語版）がバイオレット・ボーレガード役に配役された。製作費290万ドルとされるが、興行収入は400万ドルにしかならなかった。しかしビデオやDVD売上は高く、テレビでも度々放送され、カルト映画として扱われるようになった[2]。映画公開と同時にクエーカーオーツカンパニーは作品の登場人物やイメージを使用した菓子を発売した[3]。
- 1980年代初頭、BBCはラジオ4でラジオドラマ化した[要出典]。
- 1985年、ソフト・オプション社の開発、ヒル・マック・ギブソン社の配給により ZX Spectrum用『Charlie and the Chocolate Factory video game』がリリースされた。
- 2005年、映画『チャーリーとチョコレート工場』が公開された。ティム・バートンが監督し、ジョニー・デップがウィリー・ウォンカ役、フレディ・ハイモアがチャーリー・バケット役、デイビッド・ケリーがジョーおじいちゃん役、ディープ・ロイがウンパルンパ役、アナソフィア・ロブがバイオレット・ボーレガード役、ジェフリー・ホールダーがナレーター役に配役された。製作費1億5千万ドルであったが世界中で興行収入4億7千万ドルをあげヒット作となった。2005年版ではウォンカのバックグラウンドを深く掘り下げ、原作の続編『ガラスのエレベーター 宇宙にとびだす』からの引用も多くみられる。
- 2005年7月11日、映画の2005年版を基にしたビデオゲーム『Charlie and the Chocolate Factory』がリリースされた。
- 2006年4月1日、イングランドの遊園地アルトン・タワーズにて家族向けの『Charlie and the Chocolate Factory: The Ride』が設置された。ボート・セクションでは明るいピンクのボートがチョコレートの川を運航する。最後の部分ではガラスのエレベーターに乗り、ウォンカと共に工場を見学し、ガラスの屋根から飛び出す[4]。
- 2010年、ロアルド・ダールの遺産管理団体が認可したオペラ『The Golden Ticket』が上演された。アメリカ人作曲家ピーター・アッシュ、イギリス人脚本家ドナルド・スタロックにより制作された。アメリカン・リリック・シアター、芸術監督のローレンス・エデルソン、原作者ロアルド・ダールの妻フェリシティ・ダールの依頼により全てオリジナル楽曲で制作された。2010年6月13日、アメリカン・リリック・シアターとウェックスフォード・オペラ・フェスティバルの共同制作によりオペラ・シアター・オブ・セントルイスにて初演された[5]。
- 2013年5月、小説を基にしたミュージカル『チャーリーとチョコレート工場』がウエスト・エンドにあるシアター・ロイヤルにてプレビュー公演として、続く6月25日に本公演として開幕した[6]。サム・メンデスが演出し、マーク・シャイマンとスコット・ウィットマンが新曲を作曲し、ダグラス・ホッジがウィリー・ウォンカ役を演じた[6]。この作品は週間興行収入記録を更新[7]。またホッジはセレブリティによるロアルド・ダールCD集のオーディオブックに収録されている『チャーリーとチョコレート工場』で声を担当した。
- 2016年10月、『バラエティ』誌はワーナー・ブラザースがロアルド・ダール遺産管理団体からウィリー・ウォンカのキャラクターの権利を獲得し、デヴィッド・ハイマンが遺産管理団体マネージャーのマイケル・シーゲルと共にプロデュースすると報じた。ケヴィン・マコーミックがエグゼクティブ・プロデューサー、サイモン・リッチが脚本を担当する[8]。2018年2月、ポール・キングが監督として交渉の最終段階となった[9]。
- 2017年、オリジナルビデオ『トムとジェリー 夢のチョコレート工場』がリリースされた[10]。
- 2023年12月、ワーナー・ブラザースとポール・キングによるミュージカル映画『ウォンカとチョコレート工場のはじまり』が完成・公開された。ウィリー・ウォンカの若き日の冒険を描いており、ティモシー・シャラメがウォンカを演じる[11][12]。